# Salassa
Salassa és un comune (municipi) de la ciutat metropolitana de Torí, a la regió italiana del Piemont, situat a uns 35 quilòmetres al nord de Torí. A 1 de gener de 2019 la seva població era de 1.850 habitants.
Salassa limita amb els següents municipis: Oglianico, Rivarolo Canavese, San Ponso, Valperga i Castellamonte.